# Stenosfemuraia parva
Espèce
Stenosfemuraia parva est une espèce d'araignées aranéomorphes de la famille des Pholcidae.

## Distribution
Cette espèce est endémique du Venezuela. Elle se rencontre dans l'État de La Guaira et le District Capitale entre 950 et 2 100 m d'altitude dans la cordillère de la Costa.

## Description
Le mâle décrit par Huber et Arias en 2017 mesure 2,9 mm.

## Publication originale
- González-Sponga, 1998 : Arácnidos de Venezuela. Cuatro nuevos géneros y cuatro nuevas especies de la familia Pholcidae Koch, 1850 (Araneae). Memorias de la Sociedad de Ciencias Naturales La Salle, vol. 57, p. 17-31.